# Vindel
Vindel – gmina w Hiszpanii, w prowincji Cuenca, w Kastylii-La Mancha, o powierzchni 25,25 km². W 2011 roku gmina liczyła 15 mieszkańców.